# Osvaldo Canónico
Osvaldo Canónico (Buenos Aires, Argentina, 1922-18 de marzo de 1977) fue un actor cómico de cine, radio, teatro y televisión argentino.

## Carrera
Canónico fue un destacado actor radial y teatral que incursionó extensamente durante la época dorada cinematográfica argentina, junto con actores de la talla de Guido Gorgatti, Osvaldo Miranda, Jorge Porcel, Zulma Faiad, Elena Lucena, Vicente La Russa, Gloria Montes, Juan Carlos Altavista, Tristán, Santiago Bal y Libertad Leblanc, entre otros.
En televisión, su imagen quedó plasmada en exitosas tiras tales como La Revista Dislocada, La Tuerca y Los Campanelli.
Además de actor, fue miembro activo de la Asociación Argentina de Actores durante más de dos décadas, y fundó, junto al actor Américo Acosta Machado, la Asociación de Gente de Radioteatro a mediados de la década de 1940.
En teatro, acompañó a la vedette Juanita Martínez en el vodevil de Hennequin y Veber, El hombre de las cinco en 1961.

## Fallecimiento
El actor Osvaldo Canónico falleció el 18 de marzo de 1977, luego de una larga enfermedad. Sus restos descansan en Panteón de la Asociación Argentina de Actores del Cementerio de la Chacarita. Tenía 54 años.

## Filmografía
- 1964: Ritmo nuevo, vieja ola
- 1965: Disloque en el presidio
- 1966: Ritmo, amor y juventud
- 1967: Ya tiene comisario el pueblo
- 1968: La casa de Madame Lulú

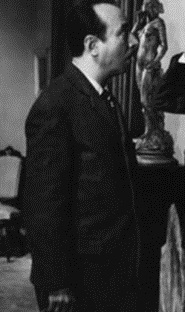
Perfil de Osvaldo Canónico en la película La casa de Madame Lulú (1968).

- 1971: El veraneo de los Campanelli
- 1972: El picnic de los Campanelli
- 1973: La casa del amor
- 1974: Crimen en el hotel alojamiento
- 1976: Don Carmelo Il Capo[4]

## Radio
En radio, fue un actor exclusivo de  Radio El Mundo, y formó parte del elenco estable de esa emisora, con una voz inconfundible, un poco nasal; actuó en decenas de radioteatros junto a figuras como Lolita Torres, Hilda Viñas, Iris Láinez, Lita Landi, Alberto Locati y Pepe Iglesias. Entre algunas de ellas, se destacan:
- 1942/1967: Los Pérez García
- 1946: Angelito y Saturnino, dos piratas argentinos, junto a Tincho Zabala.
- 1948/1965: ¡Qué pareja!, con Blanquita Santos y Héctor Maselli.[6] En ¡Qué pareja! interpretaba a Fito, "el cuñado dilecto" de Héctor Mazitelli (Maselli), hermano de Blanquita Santillán (Santos). Integraban el elenco de "¡Qué pareja!" Mangacha Gutiérrez (Doña Rosa, la madre de Blanquita que se quejaba por vivir "en este valle de lágrimas") y Roberto Lopresti (el dueño de la bodega en que trabaja Héctor, llamado Soldati: la acción se trasladaba a la oficina con la frase del relator: "Soldati padre, Soldati hijo, buenos días"). Los relatores fueron Jorge Paz (Jorge De Lorenzo, el luego presidente del jurado de Odol pregunta) y Jorge Homar del Río. El libro original era de Abel Santa Cruz, que años después dejó en manos del propio Héctor Maselli, que como libretista firmaba sus trabajos autorales como Juan Peregrino. Presentaba en forma exclusiva este programa Jabón en escamas Rinso... Por lo que el título completo era "¡Qué pareja Rinso... berbia!".
- 1954 y 1955: ¡Qué mundo de juguete!, con libretos de Abel Santa Cruz  con  Elcira Olivera Garcés y Adriana Bianco
- 1958/1962La Cacería Camello de los quinientos mil pesos, en el cual su personaje era "Agapito Bellagamba", con libros de Miguel Coronato Paz.
- Aquí ... Buenos Aires!!, en el que interpretaba el sketch "Otelino" junto a Rina Morán, con libro de Hugo Moser, autor que reeditó el personaje en "Matrimonios y algo más", con Elsa Daniel (como la Pochi) y Fernando Siro. En 'Aquí ... Buenos Aires!! actuaban también en diferentes sketches Nelly Láinez, Marcos Zucker, Beatriz Bonnet, Tincho Zabala, Marianito Bauzá, Rina Morán y Vicente Rubino.

1963/1968 En "La revista dislocada", Canónico interpretó muchos personajes, pero sobresalió como Mike Provolone, el italiano que le reclamaba a Calígula "lo 5000 pese del alquiler"... Su frase ante las negativas de pago y las chanzas de Calígula era "Mike Provolone tiene un aguándeno"...

## Televisión
- 1960: Cacería en TV
- 1960: ¡Qué pareja!
- 1960: Eso que llaman historia
- 1960: El clan de Balá
- 1961: Matraca boom
- 1962: TV Risas
- 1962: Nino
- 1965: La matraca
- 1965/1974: La tuerca
- 1969/1974: Los Campanelli, con el personaje de Mionca.
- 1970: Bonete
- 1971/1972: Las cosas de los Campanelli
- 1973: El tango del millón
- 1973: La Revista Dislocada
- 1974: El gran Marrone[7]

## Teatro
- El hombre de las cinco (1961).
- Los solteros también sufren (1967), con Pepe Armil, Amalia Ambrosini, Antonio Luisi, Juanita Martínez y Susana Rubio. Estrenada en el Teatro San Martín.
- Decamerón en San Telmo (1975), con Jovita Luna, Juan Carlos de Seta y Gloria Raines.